# Glory (BAND-MAIDの曲)
「glory」（グローリー）は、日本の女性ロックバンドBAND-MAIDの曲。2019年1月16日にメジャー4thシングルとしてCROWN STONESから発売された。

## 概要
前作『start over』から半年ぶりのシングルで、5thシングル「Bubble」と同時発売。
「glory」はテレビ東京系アニメ『遊☆戯☆王VRAINS』の4代目エンディングテーマ。BAND-MAIDがネットワークセールスのテレビアニメに楽曲を提供するのは初のことで、ドラムのAKANE曰く「アニメの主題歌をやるのが夢だった」とのこと。レコーディングはROCK IN JAPAN FESTIVALとサマーソニックに出演した2018年8月頃に行われ、同年9月12日のお給仕（ライブ）『BAND-MAID WORLD DOMINATION TOUR 2018-2019【侵略】』川崎CLUB CITTA'公演で初披露された。2022年12月26日から2023年1月29日までテレビ朝日の『ワールドプロレスリング』のエンディングテーマに使用された。
「hide-and-seek」は、 テレビ神奈川（tvk）制作の音楽情報バラエティ番組「関内デビル」2019年1月度エンディングテーマ
前3作のシングルにあった初回生産限定盤（DVD+CD等）は制作されず、通常盤CD（CRCP-10419）のみのリリースとなっている（次作「Bubble」も同様）。

## 収録曲
1. glory
  - 作詞：小鳩ミク、作曲・編曲：BAND-MAID
  - 『遊☆戯☆王VRAINS』エンディングテーマ
2. hide-and-seek
  - 作詞：小鳩ミク、作曲・編曲：BAND-MAID